# Hydraena fijiensis
Hydraena fijiensis är en skalbaggsart som beskrevs av Balfour-browne 1945. Hydraena fijiensis ingår i släktet Hydraena och familjen vattenbrynsbaggar. Inga underarter finns listade i Catalogue of Life.